# Jin (Name)

Jin

Jin ist ein chinesischer Familienname. Die Transkription steht unter anderen für folgende chinesischen Schriftzeichen:
- 金, 靳, 晉 Langzeichen, 金, 靳, 晋 Kurzzeichen
- Die Transkription nach dem System Wade-Giles ist Chin.

Der bekannteste dieser Namen ist Jīn chinesisch 金, mit der Bedeutung „Gold“ bzw. „Metall“. Dieser Name ist der 29. Name in der Liste der Hundert Familiennamen. Der Namen ist Jīn 靳 212. Name in der Liste der Hundert Familiennamen. Der Name ist Jīn 晉 458. Name in der Liste der Hundert Familiennamen.

## 金 (Jīn)

### Namensträger (金)
- Jīn Wangsun (金王孫), erster Ehemann von Kaiserin Wang Zhi in der Han-Dynastie.
- Jin Midi (金日磾), ein Abkömmling der Xiongnu, erhielt den Familiennamen 金 von Kaiser Han Wudi. Sein Vater, Xiutu (休屠) war ein General-Feudalherr der Xiongnu. Seine Nachfahren sind Jin Xuan (金旋) und Jin Yi (金禕).
- Das Volk der Qiang benutzt die Familiennamen Jīn (金), Chang (羌), Gong (功) und Ju (Goo, 俱).
- Nachfahren von Qian Liu (錢鏐) führen den Namen Jīn (金).
- Jin gehörte auch zu den Familiennamen, die den Juden in Kaifeng von einem Kaiser der Song-Dynastie verliehen worden waren.
- In der Yuan-Dynastie erhielten Mitglieder vom Clan der Liu (劉) den Familiennamen Jīn (金): Jīn Fuxiang (金覆祥).
- Auch die Mongolen der Sippe Ye (也) erhielten den Familiennamen Jīn (金) in der Ming-Dynastie
- Indigene Völker Taiwans erhielten den Namen Jīn (金), sowie auch Zhang und andere während der Qing-Dynastie.
- Der Mandschurische Clan der Aisin Gioro erhielt den Namen Jīn (金), da auch „Aisin“ im Mandschurischen „Gold“ bedeutet.
- Jin nutzt dasselbe Zeichen wie das Koreanische „Kim“, der häufigste Name in Korea.
  - Jin Midi (金日磾)
  - Jin Shengtan (金聖嘆) (Jin Renrui 金人瑞)
  - Jin Yuelin (金岳霖)
  - Jin Di (金迪)
  - Jin Jing (金晶)
  - Jin Fengling (金鳳玲)
  - Jin Jingdao (金敬道)
  - Jin Liqun (金立群)
  - Jin Luxian (金鲁贤)
  - Jin Xing (金星)
  - Jin Li (金力)
  - Jin Renqing (金人慶)
  - Jin Yubo (金煜博)
  - Jin Zhiyang (金志扬)
  - Elaine Jin (金燕玲)
  - Ha Jin (Jin Xuefei 金雪飛)
  - Jin Dong
  - Ieng Sary (Kim Trang) Führer der Roten Khmer

### Varianten
- Gyim, Kim im Mittelchinesischen
- Gim, Kim, Kin im Hakka
- Gam, Kam im Kantonesischen
- Kim im Min Nan eine Varietät der Min
- King im Chinesischen allgemein als Ad-hoc-Umschrift

## 靳 (Jìn)
Die Legende besagt, dass der Name Jìn (靳) auf Zhu Rong zurückgeht. Der Name war auch ein Clan-Name im Staat Chu. Er entwickelte sich aus „Jian-Jin“ (篯) und später Jian / Qian (錢) und Jìn (靳).

### Namensträger (靳)
- Yue-Sai Kan (靳羽西 – Standard nach Pinyin: Jìn yǔxī)

## 晉/晋 (Jìn)
Jìn (晉 / 晋; ist eine abgekürzte Schreibweise) ist der Familienname von Táng Shū Yú (唐叔虞), des Bruders von König Wu von Zhou, der den Staat Jin begründete. Seine Nachfahren führten den Familiennamen Jìn (晉/晋).

### Namensträger (晋/晉)
- Jin Xiaomei (晋小梅)

## Weitere Namensträger
- Aloysius Jin Luxian (1916–2013), chinesischer Ordensgeistlicher, Bischof von Sanghai
- Jin Andi, Kaiser von China 396 bis 418
- Andrew Jin Daoyuan (1929–2019), chinesischer Geistlicher, Bischof von Changzhi
- Jin Au-Yeung (* 1982), US-amerikanischer Rapper und Schauspieler
- Jin Boyang (* 1997), chinesischer Eiskunstläufer
- Deborah Jin (1968–2016), US-amerikanische Physikerin
- Jin Fengling (* 1982), chinesische Eishockeyspielerin
- Jin Gongdi († 421), Kaiser von China 418 bis 420
- Jin Gyeong-suk (1980–2005), nordkoreanisches Entführungsopfer
- Ha Jin (* 1956), chinesisch-US-amerikanischer Schriftsteller
- Jin Hee-kyung (* 1968), südkoreanische Schauspielerin
- Jin Jang-rim (* 1942), südkoreanischer Schwimmer
- Jin Ji-hee (* 1999), südkoreanische Schauspielerin und Synchronsprecherin
- Jin Jong-oh (* 1979), südkoreanischer Sportschütze
- Jin Ju-dong (* 1972), nordkoreanischer Ringer
- Keyu Jin (* 1982), chinesische Wirtschaftswissenschaftlerin und Hochschullehrerin
- Jin Kun (* 1999), chinesische Fußballspielerin
- Jin Long (* 1981), chinesischer Snookerspieler
- Jin Mengqing (* 1995), chinesische Handballspielerin
- Jin Min-sub (* 1992), südkoreanischer Stabhochspringer
- Jin Ok (* 1990), nordkoreanische Eishockeyspielerin
- Jin Peiyu (* 1985), chinesische Eisschnellläuferin
- Pius Jin Peixian (1924–2008), chinesischer Geistlicher, Erzbischof von Shenyang
- Jin Pyol-hui (* 1980), nordkoreanische Fußballspielerin
- Jin Renqing (1944–2021), chinesischer Politiker
- Jin Sang-min (* 1996), südkoreanischer Fußballspieler
- Jin Sun-yu (* 1988), südkoreanische Shorttrackerin
- Jin Se-yeon (* 1994), südkoreanische Schauspielerin
- Jin Xiangqian (* 1997), chinesischer Geher
- Jin Xiaowudi, Kaiser von China 372 bis 396
- Jin Xing (* 1967), chinesische Tänzerin und Choreografin
- Jin Yan (1910–1983), chinesischer Schauspieler
- Jin Yang (* 1994), chinesischer Eiskunstläufer
- Yaochu Jin (* 1966), Informatiker
- Yishi Jin (* 1962), chinesisch-amerikanische Biologin
- Jin Ying (16. Jahrhundert), chinesischer Arzt, Lehrer von Zhang Jiebin
- Jin Yong (eigentlich Louis Cha; 1924–2018), chinesischer Schriftsteller
- Jin Youzhi († 2015), chinesischer Adliger
- Jin Yuan (* 1988), chinesische Hindernisläuferin
- Jin Yuelin (1895–1984), chinesischer Philosoph und Logiker
- Jin Yugan (1937–2006), chinesischer Paläontologe
- Jin Yuquan (* 2000), chinesischer Tennisspieler
- Jin Ziwei (* 1985), chinesische Ruderin